# Caenides
Caenides es un género de mariposas de la familia Hesperiidae.

## Descripción
La especie tipo es Hesperia dacela Hewitson, 1876, según designación posterior realizada por Lindsey en 1925.

## Diversidad
Existen 22 especies reconocidas en el género, 22 de ellas tienen distribución afrotropical.

## Plantas hospederas
Las especies del género Caenides se alimentan de plantas de las familias Arecaceae,Zingiberaceae. Las plantas hospederas reportadas incluyen los géneros Phoenix, Zingiber.